# Libido
Libido er latin og betyder lyst/begær/ønske. 
I psykoanalysen (grundlagt af Sigmund Freud) er libido forplantningsdriften; nogle gange bruges termen Eros også, men bemærk at Eros har mange forskellige betydninger eksempelvis hos Platon og i Kristendommen. Freud mente, at driften er grundlæggende for alle levende væsener, og libido kaldes derfor også for livsdriften.